# Richard of Inverkeithing
Richard of Inverkeithing († 16. April 1272) war ein schottischer Geistlicher. Er diente als Minister in verschiedenen Regierungen, ohne größere politische Bedeutung zu haben. Dank seiner politischen Ämter wurde er 1250 Bischof von Dunkeld.

## Herkunft und Dienst als Royal Chamberlain
Richard stammte aus Schottland, doch seine genaue Herkunft ist unbekannt. Seinen Beinamen erhielt er vermutlich nach einem Benefiziat in Inverkeithing, das wohl nicht sein Geburtsort war. Er wurde am 8. April 1249 als Royal Chamberlain von König Alexander II. erstmals erwähnt. Dabei wurde er als Master bezeichnet, so dass er wahrscheinlich studiert hatte.

## Mitglied des Regentschaftsrats und Kanzler während der Minderjährigkeit von AlexanderIII.

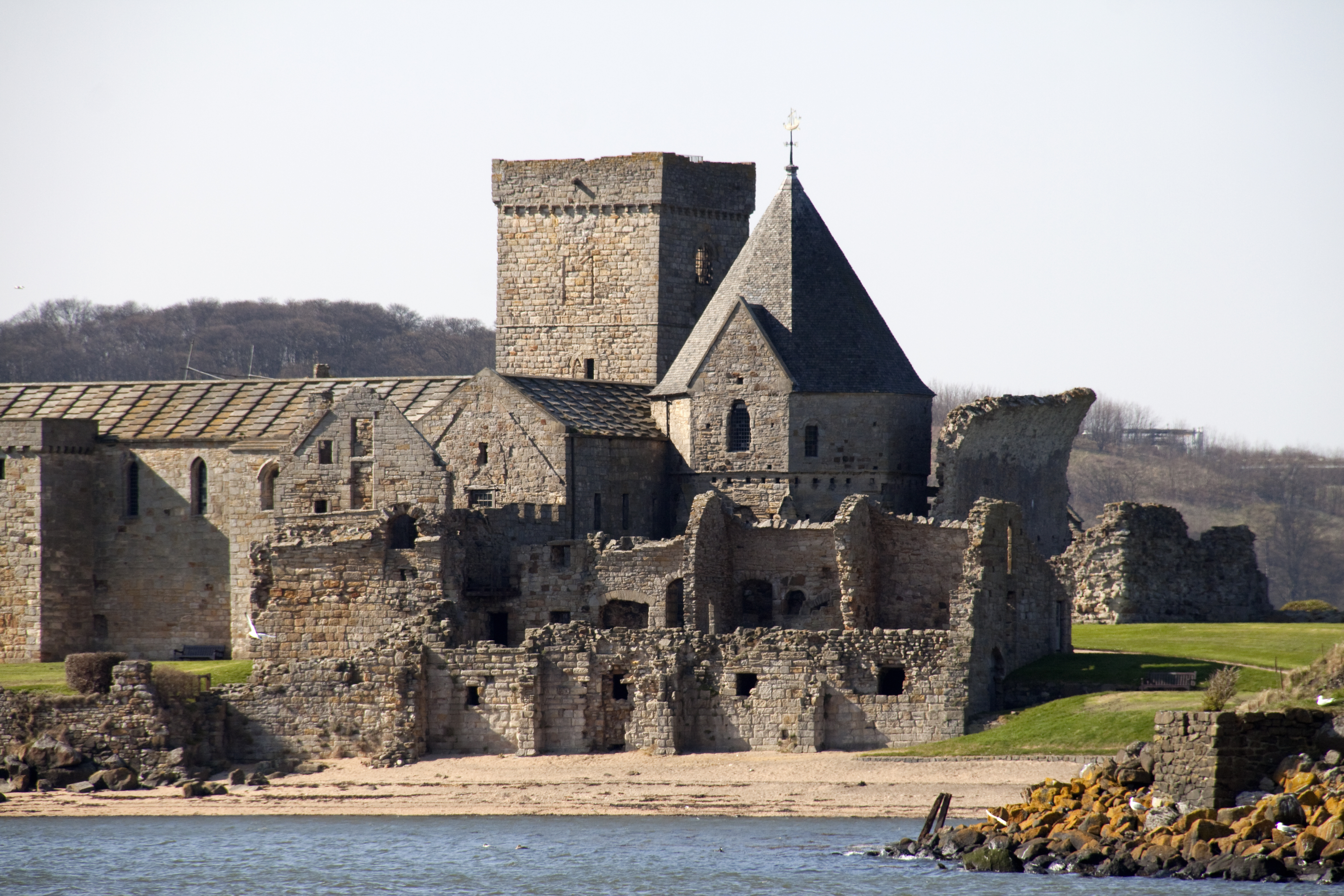
Die Klosterkirche von Inchcolm, deren Bau von Richard of Inverkeithing erheblich gefördert wurde

König Alexander II. starb im Juli 1249, worauf sein minderjähriger Sohn als Alexander III. neuer König wurde. Wann genau Richard sein Amt als Chamberlain verlor, ist ungeklärt, doch durch den Einfluss der von Alan Durward geführten Regierung wurde er 1250 zum Bischof des Bistums Dunkeld gewählt. Nach dem 2. August 1251 wurde er zum Bischof geweiht. Als Alan Durward im Dezember 1251 gestürzt wurde und eine von Walter Comyn, Earl of Menteith und seiner Familie dominierte Regierung die Macht übernahm, verlor auch Richard seinen politischen Einfluss. Nachdem dann im September 1255 die Comyn-geführte Regierung gestürzt wurde und Durward seine Macht zurückgewinnen konnte, wurde Richard als Nachfolger von Gamelin zum Kanzler ernannt. Die Bedeutung des Amtes war aber erheblich gemindert worden, da die Kontrolle über Vormundschaftsverwaltungen, über heimgefallene Kronlehen und über die Vergabe von Ämtern nicht mehr beim Kanzler, sondern beim Regentschaftsrat lag. Als Kanzler gehörte Richard dem Regentschaftsrat an, doch neben Bischof Peter de Ramsay von Aberdeen war er der einzige Bischof in dem Gremium. Im Oktober 1257 entführte Walter Comyn den König und übernahm so wieder die Kontrolle über die Regierung. Robert de Stuteville, der Dekan von Dunkeld, der auch als Vizekanzler diente und das königliche Siegel für Richard verwahrte, übergab es an die neue Regierung. Wenig später übernahm Alexander III. aber selbst die Herrschaft, wobei er keine der rivalisierenden Gruppen bevorzugte. Richard of Inverkeithing war in den 1260er Jahren mehrfach am Königshof, aber er übernahm keine weiteren hochrangigen Ämter.

## Tätigkeit als Bischof
Als Bischof von Dunkeld förderte Richard den Bau von Inchcolm Abbey. 1261 oder 1262 gründete er in Tullilum die erste Niederlassung der Karmeliten in Schottland. Kurz nach Ostern 1268 nahm er an einem Konzil in London teil, das der päpstliche Legat Ottobuono abhielt. Dazu sammelte Richard für den Legaten Gebühren von anderen Geistlichen ein. Im Auftrag der Kurie sollte er auch über kirchliche Streitfälle entscheiden. Nach seinem Tod wurde er in der Kathedrale von Dunkeld beigesetzt. Sein Herz wurde in Inchcolm separat bestattet.